# Самбук (блюдо)
Самбу́к (от лат. sambucus — «бузина») — холодное желированное сладкое блюдо русской кухни, мусс из густого фруктового пюре с добавлением для пышности взбитых яичных белков. Имеются также рецепты творожного самбука на основе протёртого с сахаром творога вместо плодового пюре. Происхождение блюда достоверно не установлено, предположительно польское, в советских кулинарных источниках оно сохранилось с дореволюционных времён. Рецепт яблочного самбука приводит в «Практических основах кулинарного искусства» П. П. Александрова-Игнатьева.
Самбук готовят из свежих абрикосов, кураги и свежих слив, но наиболее известный вариант самбука — яблочный, его готовят из мякоти протёртых через сито печёных антоновских яблок, которую соединяют со взбитыми белками, загущивают желатином и разливают по формочкам. Охлаждённый готовый самбук сервируют в креманках с яркоокрашенным ягодным сиропом из малины, клубники и земляники или свежими фруктами или ягодами.